# NGC 2949
NGC 2949 este o infrared source⁠(d) situată în constelația Leul. A fost descoperită în 1 aprilie 1864 de către Albert Marth.